# عضلة ناحلة
العَضَلَةُ النَّاحِلَة هي عبارة عن عضلة هرمية صغيرة غائرة تحت العصب فوق الحجاج، الشريان فوق الحجاج والوريد فوق الحجاج.

## التركيب
تنشأ العضلة الناحلة بواسطة ألياف وترية من اللفافة التي تغطي الجزء السفلي من عظم الأنف والجزء العلوي من الغضروف الأنفي الوحشي.
بينما ينتهي مِغرز العضلة في الجزء السفلي من الجلد في الجبهة وبين الحاجبين على جانبي خط الوسط، حيث تندمج مع الياف العضلة الجبهية.

## وظيفة العضلة
تساعد العضلة الناحلة في سحب هذا الجزء من الجلد بين الحاجبين أسفل، مما يساعد في توسع المنخر. ويمكن أن تسهم أيضاً في التعبير عن الغضب.
تُعصَب العضلة بالفرع الصدغي والوجني السفلي للعصب الوجهي، وانقباضه يؤدي إلى ظهور تجاعيد عَرضية.

## صور إضافية

العضلة الناحلة (بالأحمر).